# ابتزاز نووي

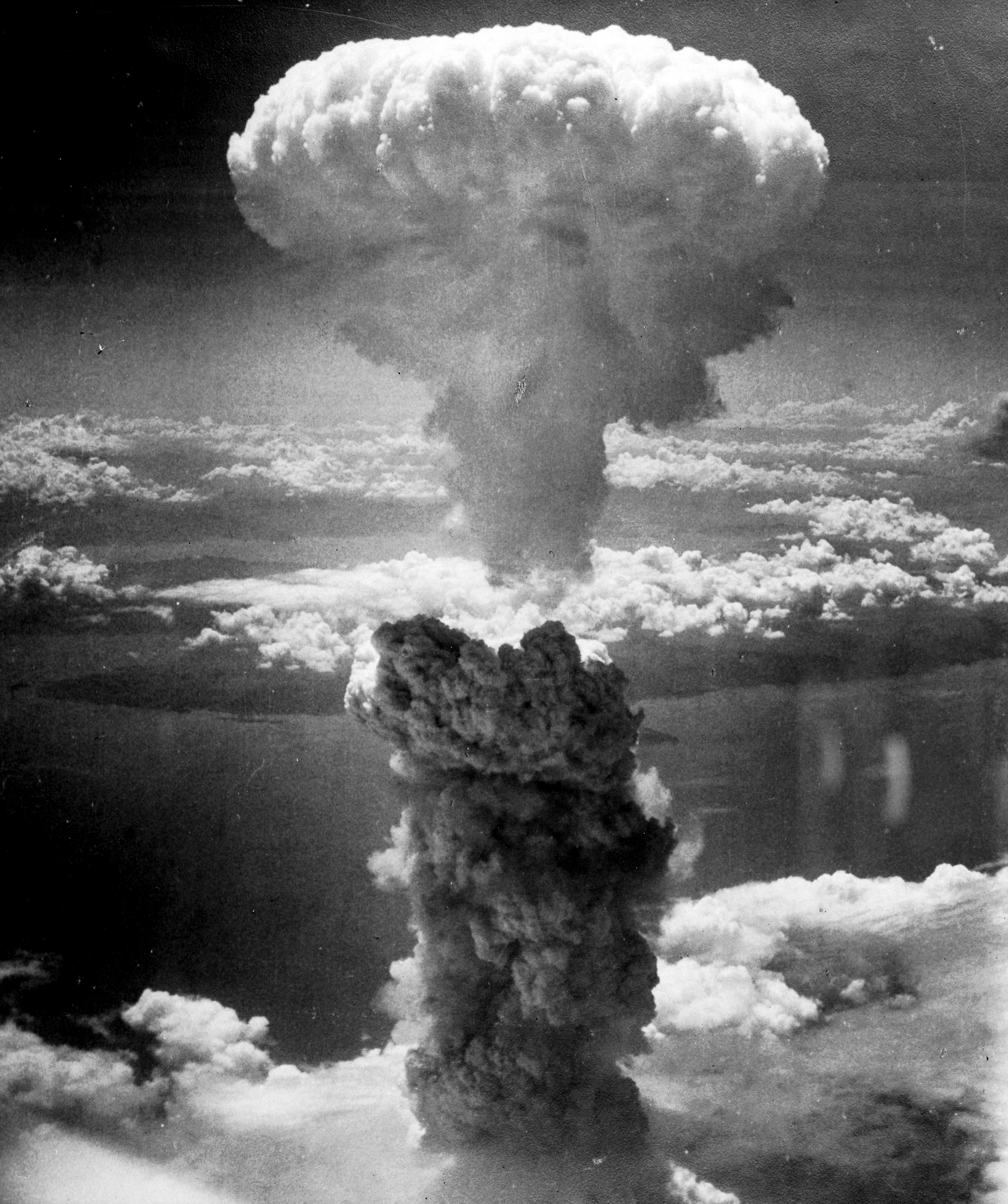
السحابة الناتجة من إسقاط قنبلة نووية على ناجازاكي في اليابان 1945 وكان ارتفاع السحابة 18 كم

الابتزاز النووي(بالإنجليزية: Nuclear blackmail)‏  هو شكل من أشكال الإستراتيجية النووية التي يستخدم فيها المعتدي التهديد باستخدام الأسلحة النووية لإجبار الخصم على القيام ببعض الأعمال أو تقديم بعض التنازلات.

## الفعالية
يعتبر الابتزاز النووي أكثر فعالية من قبل عندما يكون الشخص الذي يصنع التهديد غير ظاهر ويرغب في الانتحار ظاهريًا.
ينظر إليه بشكل عام على أنه غير فعال ضد الخصم العقلاني الذي لديه حليف. إذا كان لدى الدولتين أسلحة نووية فإن شكل الابتزاز النووي يصبح تهديدا للتصعيد حيث يكون في هذه الحالة إذا رفض الخصم الاستجابة فإن اختيارات الدولة هي إما الاستسلام أو الانتحار.
خلال الحرب الباردة كان التهديد الصريح المتمثل في الحرب النووية لإجبار الخصم على القيام بعمل ما نادرة حيث كانت معظم الدول إما حليفاً للاتحاد السوفييتي أو الولايات المتحدة.